# Vladimiro Satta
Vladimiro Satta (geboren am 29. August 1960 in Rom) ist ein italienischer Historiker. Er hat sich auf die italienische Zeitgeschichte der Anni di piombo mit einer Reihe von Terroranschlägen, insbesondere dem auf den Spitzenpolitiker Aldo Moro, spezialisiert und sich mit Verschwörungstheorien zur Involvierung von Geheimorganisationen auseinandergesetzt.

## Leben und Wirken
Nach dem Abitur am Liceo Gaetano De Sanctis in Rom studierte Satta Philosophie mit Schwerpunkt Geschichte. Er erhielt 1984 den akademischen Grad des Laurea (etwa: Magister Artium) mit einer von Gastone Manacorda betreuten Arbeit über die politischen Parteien des Reformsozialismus. Er hatte dafür ein Stipendium des Consiglio Nazionale delle Ricerche bekommen. In der zweiten Hälfte der 1980er Jahre schrieb Satta Rezensionen und Artikel für die geschichtswissenschaftliche Zeitschrift Clio (herausgegeben von Carlo Ghisalberti) und Personenartikel für das Dizionario Biografico degli Italiani. 1986 erhielt er die Lehrbefugnis für Geschichte, Philosophie und Pädagogik für die Sekundarstufe I (schuola media), unterrichtete aber nicht, sondern trat 1987 in den Dokumentationsdienst des italienischen Parlaments ein. Für den italienischen Senat arbeitete er von 1987 bis 1989 in der Pressestelle des Senatspräsidenten und von 1989 bis 2001 für die parlamentarische Untersuchungskommission zu „terrorismo e le Stragi“ (etwa: Terrorismus und Anschläge, auch „Massakerkommission“). Anschließend war er mit der Recherche zu anderen Themen betraut und arbeitet seit 2004 für den wissenschaftlichen Dienst des Parlaments.
Im Jahr 2001 setzte er seine Autorentätigkeit fort und tritt als Zeitgeschichts-Experte in Presse, Radio und Fernsehen auf. Sein Forschungsschwerpunkt liegt auf der Italienischen Republik, besonders den 1960er und 1970er Jahren, und den damals prävalenten Themen der öffentlichen Ordnung, politischen Gewalt und Kampf gegen den Terrorismus und die organisierte Kriminalität. Dabei sei Satta keiner ideologischen oder politischen Position zuordnen, beschreibt Giampietro Berti in der Tageszeitung Il Giornale. Neben einer Reihe von Aufsätzen in der geschichtswissenschaftlichen Zeitschrift Nuova storia contemporanea hat Satta ab 2003 mehrere Monographien zu seinem Forschungsschwerpunkt verfasst. 2003 und 2006 erschienen Bücher über die Entführung und Ermordung des Democrazia-Cristiana-Vorsitzenden Aldo Moro, in denen er erstmals wissenschaftlich das umfangreiche Material auswertete, das die Parlamentsuntersuchungen zu diesem Komplex gesammelt hatten. Der Zeithistoriker Tobias Hof fasste Sattas Ergebnisse 2007 so zusammen, dass die „unzähligen Verschwörungstheorien […] nicht nur keine alternative Erklärung für die Ereignisse liefern, sondern auch nicht zu halten sind.“ Die Zeithistorikerin Petra Terhoeven urteilte 2014 in ihrer Untersuchung Deutscher Herbst in Europa, Satta habe sich „in den letzten Jahren als kenntnisreicher Streiter gegen die in Italien grassierenden Verschwörungstheorien im Entführungsfall Moro profiliert“.
Sattas 2016 erschienene Gesamtdarstellung I nemici della Repubblica zu den Anni di piombo, den von Terrorismus geprägten Jahren in Italien vom Bombenanschlag auf der Piazza Fontana 1969 bis zum Anschlag von Bologna 1980, wertete unter anderem die etwa eine Million Seiten umfassenden Recherchen der parlamentarischen Untersuchungen aus. Satta wende sich gegen die in Italien verbreitete „dietrologia“, die bei der gesamten Welle terroristischer Anschläge staatliche oder geheimdienstliche Verschwörungen hinter der sichtbaren Oberfläche vermutet. Das Buch gründe sich, so die Besprechung bei L’Espresso, auf zwei Gedanken: Der Staat habe seine terroristischen Gegner besiegt, ohne die demokratischen Institutionen zu kompromittieren, und der Terrorismus sei ein weitgehend einheimisch entstandenes Problem ohne Beteiligung auswärtiger Mächte. Damit widerspricht Satta der durch Publizisten wie Daniele Ganser oder Regine Igel verbreiteten Hypothese einer Strategie der Spannung, mittels derer unter dem Tarnnamen Gladio in Italien und in anderen westeuropäischen Staaten Stay-behind-Organisationen terroristische Anschläge vorgetäuscht hätten (Falsche Flagge). Paolo Mieli schließt seine Rezension im Corriere della Sera mit der Überlegung, es sei vielleicht an der Zeit, die jüngere Geschichte Italiens in einem weniger suggestiven Ton als bisher zu erzählen. Das Buch gewann 2016 den Premio Friuli Storia und die wissenschaftliche Sektion des Premio Acqui Storia, zweier italienischer Literaturpreise.

## Schriften
- Odissea nel caso Moro. Viaggio controcorrente attraverso la documentazione della Commissione Stragi. EdUP, Rom 2003.
- Il caso Moro e i suoi falsi misteri. Rubbettino, Soveria Mannelli 2006.
- I nemici della Repubblica: Storia degli anni di piombo. Rizzoli, Mailand 2016 (Vorschau).